# Bobby Lee
Robert Lee Jr., meglio noto come Bobby Lee (San Diego, 17 settembre 1971), è un attore statunitense.

## Biografia
Ha iniziato la sua carriera nel 1999.

## Filmografia

### Cinema
- The Underground Comedy Movie, regia di Vince Offer (1999)
- Pauly Shore Is Dead, regia di Pauly Shore (2003)
- American Trip - Il primo viaggio non si scorda mai (Harold & Kumar Go to White Castle), regia di Danny Leiner (2004)
- Accidentally on Purpose, regia di Jyson McLean e Claude Shires – cortometraggio (2005)
- Undoing, regia di Chris Chan Lee (2006)
- Kickin' It Old Skool, regia di Harvey Glazer (2007)
- Killer Pad, regia di Robert Englund (2008)
- Strafumati (Pineapple Express), regia di David Gordon Green (2008)
- Larry of Arabia, regia di David Greenspan – cortometraggio (2008)
- Fudgy Wudgy Fudge Face, regia di Harland Williams (2010)
- Hard Breakers, regia di Leah Sturgis (2010)
- Paul, regia di Greg Mottola (2011)
- Harold & Kumar - Un Natale da ricordare (A Very Harold & Kumar Christmas), regia di Todd Strauss-Schulson (2011)
- Il dittatore (The Dictator), regia di Larry Charles (2012)
- Final Recipe, regia di Gina Kim (2013)
- Wedding Palace, regia di Christine Yoo (2013)
- Jesus is My Co-Pilot, regia di Dwayne Perkins – cortometraggio (2013)
- Bro, What Happened?, regia di Dante Rusciolelli (2014)
- Out of Love, regia di Jon Ryan Sugimoto – cortometraggio (2014)
- The Comments, regia di Brian Kehoe e Jim Kehoe – cortometraggio (2015)
- Laid in America, regia di Sam Milman e Peter Vass (2016)
- Le spie della porta accanto (Keeping Up with the Joneses), regia di Greg Mottola (2016)
- Curious Georgina, regia di Feraz Ozel Ellahie – cortometraggio (2018)
- Public Disturbance, regia di Danny Lee (2018)
- Extracurricular Activities, regia di Jay Lowi (2019)
- La Missy sbagliata (The Wrong Missy), regia di Tyler Spindel (2020)
- Guest House, regia di Sam Macaroni (2020)
- How It Ends, regia di Zoe Lister-Jones e Daryl Wein (2021)
- Hero Mode, regia di A.J. Tesler (2021)
- Borderlands, regia di Eli Roth (2024)

### Televisione
- Arli$$ – serie TV, episodio 4x10 (1999)
- The Brothers Garcia – serie TV, episodio 2x07 (2001)
- Unreal TV, regia di Marc Price – film TV (2001)
- MADtv – programma TV, 166 episodi (2001-2016)
- Curb Your Enthusiasm – serie TV, episodio 5x09 (2005)
- Mind of Mencia – serie TV, episodi 1x06-2x11 (2005-2006)
- Sales Guys – serie TV (2007)
- Whorified! The Search for America's Next Top Whore – programma TV, episodio 1x10 (2009)
- State of Romance – serie TV, episodio 1x01 (2009)
- The League – serie TV, episodi 1x05-6x10 (2009-2014)
- Ktown Cowboys – serie TV, episodio 1x09 (2010)
- Cubed – serie TV, episodi 1x28-1x39-2x11 (2010)
- Big Time Rush – serie TV, episodi 2x15 (2011)
- Emerald Acres, regia di Barrett J. Leigh e Thom Maurer – film TV (2012)
- Samurai! DayCare – serie TV, 5 episodi (2012)
- RVC: The Lone Shopping Network – programma TV, episodio 1x03 (2012)
- Animal Practice – serie TV, 9 episodi (2012-2013)
- JustKiddingFilms – programma TV, episodi 7x08-7x17 (2013)
- Arrested Development - Ti presento i miei (Arrested Development) – serie TV, episodio 4x10 (2013)
- Tubbin' with Tash – programma TV, episodio 1x01-1x02 (2013)
- Sean Saves the World – serie TV, episodio 1x06 (2013)
- The Comedians – serie TV, episodio 1x07 (2015)
- Bad Weather Films – serie TV, episodio 1x79 (2015)
- NCIS: Los Angeles – serie TV, episodio 7x05-9x14 (2015-2018)
- Another Period – serie TV, episodi 2x09-2x10 (2016)
- Son of Zorn – serie TV, episodio 1x03 (2016)
- Love – serie TV, 10 episodi (2016-2018)
- Comrade Detective – serie TV, episodio 1x04 (2017)
- What Would Diplo Do? – serie TV, 5 episodi (2017)
- Real Rob – serie TV, episodio 2x03 (2017)
- Alone Together – serie TV, episodio 1x04 (2018)
- Splitting Up Together – serie TV, 25 episodi (2018-2019)
- Magnum P.I. – serie TV, 14 episodi (2019-2023)
- Dream Corp, LLC – serie TV, episodi 3x03-3x08 (2020)
- High & Tight, regia di Todd Biermann – film TV (2020)
- Fast Foodies – programma TV (2021)
- Reservation Dogs – serie TV, episodio 1x02 (2021)
- Immoral Compass – serie TV, episodio 1x02 (2021)
- And Just Like That... – serie TV, 9 episodi (2021-2023)
- It's Florida, Man – serie TV, episodio 1x06 (2024)

## Doppiatore
- Mr. Lee Young / William Hung in Thugaboo: Sneaker Madness
- Danny in American Dad!
- Uomo asiatico ne I Griffin
- Li Ching in TripTank
- Tim / Sumo in The Awesomes
- MC Ferret in Nature Cat
- Tall Goon in Il drago dei desideri
- Dott. Andre in Inside Job

## Doppiatori italiani
Nelle versioni in italiano delle opere in cui ha recitato, Bobby Lee è stato doppiato da:
- Luigi Ferraro ne Il dittatore, NCIS: Los Angeles (ep. 7x05)
- Nanni Baldini in Splitting Up Together
- Daniel Giuliani ne NCIS: Los Angeles (ep. 9x14)
- Luigi Morville in Magnum P.I.
- Paolo Vivio in And Just Like That...